# Hornparakit
Hornparakit (Eunymphicus cornutus) är en fågel i familjen östpapegojor inom ordningen papegojfåglar.

## Utseende och läte
Hornparakiten är en 32 cm lång övervägande grön papegojfågel med två spretiga svarta tofsar med röd spets på huvudet. På undersidan är den gulare, liksom på nacken, medan vingar och stjärt är blåaktiga. Den har vidare en röd och svart ansiktsmask. Kontaktlätet fåglar emellan är ett nasalt "kho-khoot". Även olika sorters skrin och kacklande ljud kan höras.

## Utbredning och systematik
Arten förekommer endast på Nya Kaledonien. Tidigare behandlades den närbesläktade ouvéaparakiten (Eunymphicus uvaeensis) som underart till hornparakit. Den behandlas som monotypisk, det vill säga att den inte delas in i några underarter.

## Status

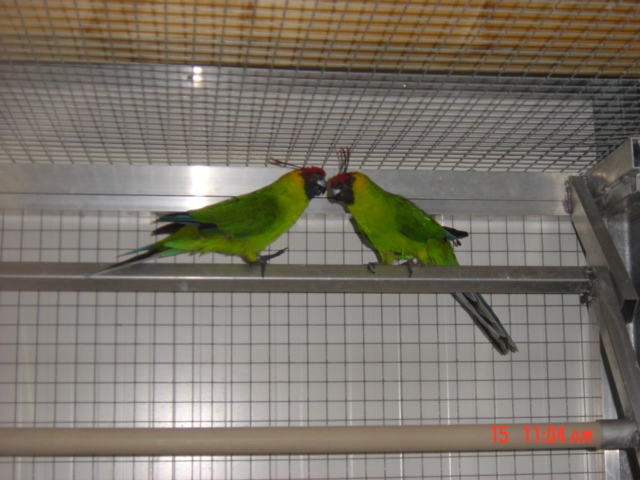
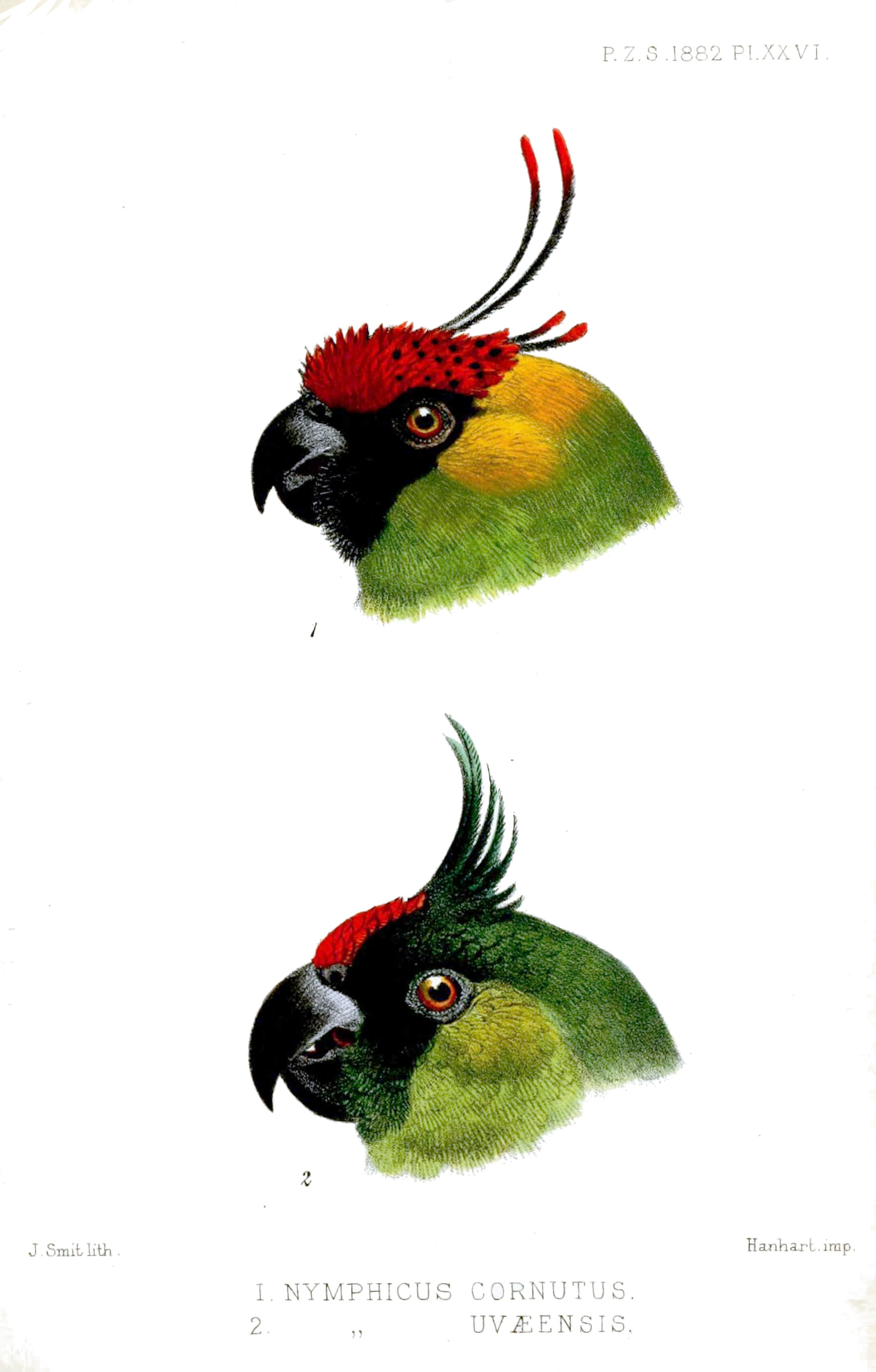

Hornparakiten har ett litet bestånd och en världspopulation bestående av uppskattningsvis endast 5 000–8 000 vuxna individer. Den tros också minska i antal till följd av habitatförstörelse, möjligen även av påverkan från invasiva växter. Den är därför upptagen på internationella naturvårdsunionen IUCN:s röda lista över hotade arter, där kategoriserad som sårbar (VU).